# Théorème du moment cinétique
En mécanique classique, le théorème du moment cinétique est un résultat fondamental, corollaire utile des lois du mouvement de Newton. Il se révèle très pratique dans l'étude des problèmes à deux corps et en mécanique du solide.
Le théorème du moment cinétique est notamment utilisé dans l'étude des mouvements à force centrale, car celle-ci a une contribution nulle au moment cinétique pris en un point particulier, ce qui simplifie parfois grandement l'analyse. C'est ainsi qu'il est utilisé pour démontrer la seconde loi de Kepler décrivant les mouvements des planètes autour du Soleil. D'un point de vue plus fondamental, le théorème du moment cinétique est une des applications directes d'un théorème mathématique appelé théorème de Noether.
Le théorème du moment cinétique relie deux quantités physiques : le moment cinétique et l'ensemble des moments des forces s'exerçant sur un objet donné.

## Mécanique du point

### Énoncé

#### Cas général
On se place dans un référentiel galiléen. On y considère un point fixe O' de référence (de vitesse nulle), de rayon vecteur {\displaystyle {\vec {r}}'} repéré par rapport à l'origine O. Soit alors un point matériel repéré par le rayon vecteur {\displaystyle {\vec {r}}}, de masse {\displaystyle m}, de vitesse {\displaystyle {\vec {v}}} et de quantité de mouvement {\displaystyle {\vec {p}}=m\,{\vec {v}}}.
Le moment cinétique du point matériel par rapport au point {\displaystyle {\vec {r}}'} est défini par :
{\displaystyle {\overset {\hookrightarrow }{L}}_{{\vec {r}}'}=({\vec {r}}-{\vec {r}}')\wedge {\vec {p}}=m({\vec {r}}-{\vec {r}}')\wedge {\vec {v}}},
où le symbole {\displaystyle \wedge } représente le produit vectoriel usuel.
Par ailleurs, en notant {\displaystyle {\vec {F}}} l'ensemble des forces s'appliquant sur le point matériel, on définit le moment de {\displaystyle {\vec {F}}} en {\displaystyle {\vec {r}}'} par :
{\displaystyle {\overset {\hookrightarrow }{\mathcal {M}}}_{{\vec {r}}'}=({\vec {r}}-{\vec {r}}')\wedge {\vec {F}}}.
Le théorème du moment cinétique énonce alors que :
{\displaystyle {\mathrm {d}  \over \mathrm {d} t}\left({\overset {\hookrightarrow }{L}}_{{\vec {r}}'}\right)={\overset {\hookrightarrow }{\mathcal {M}}}_{{\vec {r}}'}}.

#### Cas particulier
Dans le cas courant où O et O' sont confondus, les relations précédentes deviennent :
- Moment cinétique : {\displaystyle {\overset {\hookrightarrow }{L}}_{\vec {r}}={\vec {r}}\wedge {\vec {p}}}
- Moment de la force : {\displaystyle {\overset {\hookrightarrow }{\mathcal {M}}}_{\vec {r}}={\vec {r}}\wedge {\vec {F}}}
- Théorème : {\displaystyle {\mathrm {d}  \over \mathrm {d} t}\left({\overset {\hookrightarrow }{L}}_{\vec {r}}\right)={\overset {\hookrightarrow }{\mathcal {M}}}_{\vec {r}}}

### Démonstration
En effectuant l'opération de dérivation sur le moment cinétique, on a :
{\displaystyle {\mathrm {d}  \over \mathrm {d} t}\left({\overset {\hookrightarrow }{L}}_{{\vec {r}}'}\right)={\mathrm {d}  \over \mathrm {d} t}[({\vec {r}}-{\vec {r}}')\wedge {\vec {p}}]={\mathrm {d}  \over \mathrm {d} t}[({\vec {r}}-{\vec {r}}')]\wedge {\vec {p}}+({\vec {r}}-{\vec {r}}')\wedge {\mathrm {d}  \over \mathrm {d} t}[{\vec {p}}]}
D'après le principe fondamental de la dynamique, la dérivée de la quantité de mouvement {\displaystyle \scriptstyle {\vec {p}}} est égale à la somme des forces {\displaystyle \scriptstyle {\vec {F}}}. D'autre part, la quantité de mouvement {\displaystyle \scriptstyle {\vec {p}}} est colinéaire à la vitesse {\displaystyle \scriptstyle {\vec {v}}}, donc le premier produit vectoriel est nul.
On a ainsi
{\displaystyle {\mathrm {d}  \over \mathrm {d} t}\left({\overset {\hookrightarrow }{L}}_{{\vec {r}}'}\right)=({\vec {r}}-{\vec {r}}')\wedge [{\vec {F}}]\qquad } soit {\displaystyle \quad {\mathrm {d}  \over \mathrm {d} t}\left({\overset {\hookrightarrow }{L}}_{{\vec {r}}'}\right)={\overset {\hookrightarrow }{\mathcal {M}}}_{{\vec {r}}'}}

### Utilisation: équation du pendule simple

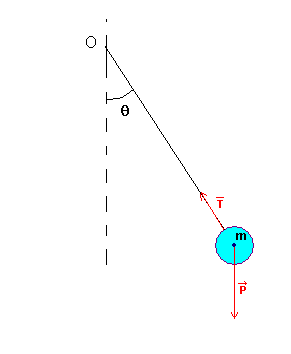
Le cas du pendule simple est facilement traité par le théorème du moment cinétique.

On considère un pendule simple, constitué d'une masse m, repéré par sa position en coordonnées polaires (r, θ) et accroché par un fil inextensible parfait de longueur l à un point fixe O correspondant à l'origine du système de coordonnées. Le pendule est supposé soumis uniquement au champ de pesanteur, considéré uniforme et égal à {\displaystyle \scriptstyle {\vec {g}}}, de direction et de module constant. Le fil forme un angle θ avec la verticale.
Le moment des forces autre que le poids (réaction au niveau de la liaison pivot et force de tension du fil) pris au point d'attache du fil au support O est nul. Le moment exercé par le poids à ce point d'attache est :
{\displaystyle {\overset {\hookrightarrow }{\mathcal {M}}}_{O}={\vec {r}}\wedge m{\vec {g}}=-mgl\sin \theta \,{\vec {e}}_{z}}.
Le moment cinétique de la masse en O s'écrit :
{\displaystyle {\overset {\hookrightarrow }{L}}_{O}=l{\vec {e}}_{r}\wedge \left(ml{\frac {\mathrm {d} \theta }{\mathrm {d} t}}{\vec {e}}_{\theta }\right)=ml^{2}{\frac {\mathrm {d} \theta }{\mathrm {d} t}}{\vec {e}}_{z}}.
En dérivant cette dernière relation, et en projetant le long de l'axe {\displaystyle \scriptstyle {\vec {e}}_{z}}, on a, d'après le théorème du moment cinétique :
{\displaystyle ml^{2}{\frac {\mathrm {d} ^{2}\theta }{\mathrm {d} t^{2}}}=-mgl\sin \theta },
soit encore, et en notant la dérivée par rapport au temps par un point :
{\displaystyle {\ddot {\theta }}+{\frac {g}{l}}\sin \theta =0}.
C'est la formule de l'équation du pendule plan simple.

## Mécanique des systèmes de points
Dans un référentiel galiléen, la dérivée par rapport au temps du moment cinétique d'un système matériel, pris par rapport à un point fixe O du référentiel, est égale au moment résultant par rapport à ce point O des seules forces extérieures appliquées au système.
Le moment cinétique d'un système matériel de points Mi par rapport à une origine O fixe est la somme des moments cinétiques (par rapport au même point O) des points matériels constituant le système :
{\displaystyle {\overset {\hookrightarrow }{L}}_{\mathrm {O} }=\sum _{i}{\overrightarrow {\mathrm {OM_{i}} }}\wedge {\vec {p}}_{i}}
En dérivant cette relation, il vient :
{\displaystyle {\begin{aligned}{\mathrm {d}  \over \mathrm {d} t}({\overset {\hookrightarrow }{L}}_{\mathrm {O} })&=\sum _{i}{\mathrm {d}  \over \mathrm {d} t}({\overrightarrow {\mathrm {OM_{i}} }})\wedge {\vec {p}}_{i}+\sum _{i}{\overrightarrow {\mathrm {OM_{i}} }}\wedge {\mathrm {d}  \over \mathrm {d} t}({\vec {p}}_{i})\\&=\sum _{i}({\overrightarrow {v_{i}}})\wedge {\vec {p}}_{i}+\sum _{i}{\overrightarrow {\mathrm {OM_{i}} }}\wedge ({\vec {F}}_{i})\end{aligned}}}.
La quantité de mouvement d'un point étant colinéaire à sa vitesse, le premier terme est nul.
Pour ce qui est du second terme, il est possible de décomposer la force Fi à laquelle est soumis chaque point Mi en la somme de deux composantes, la première étant la résultante en Mi des forces d'origine extérieure Fiext, l'autre étant la résultante des forces d'origine intérieure Fiint.
La somme précédente s'écrit alors :
{\displaystyle {\mathrm {d}  \over \mathrm {d} t}({\overset {\hookrightarrow }{L}}_{\mathrm {O} })=\sum _{i}{\overrightarrow {\mathrm {OM_{i}} }}\wedge {\vec {F}}_{iint}+\sum _{i}{\overrightarrow {\mathrm {OM_{i}} }}\wedge {\vec {F}}_{iext}}
La première somme, correspondant à la somme des moments des forces intérieure, est nulle, ce qui se déduit du principe d'action et de réaction : si une force Fij est exercée par un élément Mi sur Mj, inversement Mj exerce sur Mi une force -Fij, et cette force est alignée sur MiMj, si bien que les termes correspondants s'annuleront deux à deux. La deuxième somme est par définition le moment global {\displaystyle \scriptstyle {\overset {\hookrightarrow }{\mathcal {M}}}} auquel est soumis le système. D'où le théorème :
{\displaystyle {\mathrm {d}  \over \mathrm {d} t}({\overset {\hookrightarrow }{L}}_{\mathrm {O} })={\overset {\hookrightarrow }{\mathcal {M}}}}
Le théorème se généralise immédiatement à un solide dont le moment cinétique est défini par une intégrale de volume. On peut remarquer qu'il n'est pas nécessaire dans cette démonstration que le système soit un solide, le théorème étant donc vrai sur un système physique quelconque.

## Théorème de König
Le premier théorème de König généralise le résultat précédent, en décomposant le moment cinétique d'un système par rapport à un point O en une somme de deux termes :
- le moment cinétique du centre d'inertie G affecté de la masse totale M du système : {\displaystyle {\overrightarrow {\mathrm {OG} }}\wedge M\,{\vec {v}}_{\mathrm {G/R} }} ;
- et le moment cinétique propre {\displaystyle {\vec {L}}^{*}} du système, égal à son moment cinétique par rapport à G dans (R).

Le premier terme dépend donc du point de référence O, mais pas de l'organisation interne du système ; le deuxième terme dépend au contraire de l'organisation interne du système, mais pas du point d'observation O.

## Note
1. ↑  L'utilisation d'un référentiel non-galiléen a pour effet la violation du principe fondamental de la dynamique, à moins qu'on y introduise les forces d'inertie. De même, le théorème du moment cinétique reste valable dans un tel référentiel si on prend en compte les forces d'inertie.
2. ↑  Il est important de souligner qu'en général le moment cinétique d'un ensemble de points n'est pas égal au moment de sa quantité de mouvement totale.